# Edzná
Edzna je majevsko svetišče, ki leži 61 km od mehiškega mesta Campeche. Ime izhaja od rodbine »Itza«, ki je vladala temu mestu  med letoma 400 in 1000, ko je bilo glavno mesto celotnega zahodnega Jukatana. Celotno območje zajema okoli 17 km2
Velika Akropola, nepomembnejši del, je široka ploščad na kateri se nahaja najpomembnejša zgradba, 31 m visoka Hiša petih nadstropij. Veliko osrednje stopnišče s 65 stopnicami je speljano čisto do vrha. Vladarji so zgradbo štirikrat povečevali in zadnja prenova je bila narejena v majevskem slogu Puuc. Glavni stolp na vrhu zelo spominja na podobne templje v majevskem svetišču v Tikalu v današnji Gvatemali. Strokovnjaki se strinjajo, da je bila ta zgradba poleg svetišča tudi bivalni prostor za vladarje.
Okoli osrednje zgradbe se nahajajo še veliko manjših, od katerih je posebej zanimiva Velika hiša, pred kateri se razprostira ogromno stopnišče. Uporabljali so jo kot upravno stavbo za uradnike.
Na apnenčastih tleh ni bilo stalnih vodotokov, ker je vsa deževnica poniknila, zato so zgradili zbiralnike deževnice, ki so jo potem po zapletenem sistemu korit usmerjali.